# マリーマリー
マリーマリーは、吉本興業に所属する日本の男女お笑いコンビ。2019年7月結成。NSC東京校22期出身。主に神保町よしもと漫才劇場に出演。
EXITのりんたろー。の軍団「RDH」の団員でもある。

## メンバー
タコス（1995年4月22日 - ）（30歳）
本名・旧芸名：増田 光一（ますだ こういち）
ツッコミ担当、立ち位置は向かって左。
- 神奈川県横浜市南区出身。神奈川県立磯子工業高等学校卒業。
- 身長178 cm、体重68 kg。血液型AB型。
- 在日外国人が多く暮らす「いちょう団地」で育った。両親は在日ベトナム人であり、日本人風の名前だが本人の国籍もベトナム。出生名は「グエンレーラン」。
- NSCへ入学する1年前、スクールJCAに24期生として入学していたが半年ほどで中退している。
- 趣味は、バスケットボール。
- 特技は、ベトナム語を話すこと。
- 元は本名で活動していたが、相方のえびちゃんがNetflix配信ドラマ「極悪女王」に出演した縁で知り合ったゆりやんレトリィバァからの提案で、2023年4月9日の単独ライブより芸名を「タコス」に改名した。

えびちゃん（1995年9月30日 - ）（29歳）
本名・旧芸名：海老原 歩美（えびはら あゆみ）
ボケ担当、立ち位置は向かって右。
- 茨城県常陸大宮市出身。茨城県立那珂高等学校卒業。
- 身長165 cm、体重70 kg。血液型O型。
- 趣味は、お酒を飲むこと、料理、洋服、歌うこと。
- 特技は、バレーボール、歌うこと。
- Netflix配信ドラマ「極悪女王」に出演した縁でゆりやんレトリィバァと知り合いリスペクトし、現在も親交がある。

## 芸風
主に漫才。ヤンキー風で荒っぽいボケのえびちゃんと、ひ弱なツッコミのタコスによる喧嘩スタイルのどつき漫才を演じる。

## 賞レースなどでの戦績

### M-1グランプリ
| 年（回）         | 結果         | エントリー No. | 会場                   | 日時     |
| ---------------- | ------------ | -------------- | ---------------------- | -------- |
| 2019年（第15回） | 2回戦進出    | 1418           | 雷5656会館ときわホール | 10月21日 |
| 2020年（第16回） | 2回戦進出    | 987            | 雷5656会館ときわホール | 10月31日 |
| 2021年（第17回） | 2回戦進出    | 353            | 雷5656会館ときわホール | 10月14日 |
| 2022年（第18回） | 3回戦進出    | 675            | よしもと有楽町シアター | 10月30日 |
| 2023年（第19回） | 3回戦進出    | 852            | KANDA SQUARE HALL      | 11月8日  |
| 2024年（第20回） | 準々決勝進出 | 2266           | ルミネtheよしもと      | 11月21日 |

## 出演

### テレビ
- ※注 芸人調べ（2018年9月13日、11月15日、2019年1月10日・17日） - タコスのみ（キヨイ時代に出演）
- ネタパレ（フジテレビ) - 2020年10月23日
- ENGEIグランドスラム (フジテレビ) - 2021年5月1日
- ぐるぐるナインティナイン おもしろ荘へいらっしゃい!（日本テレビ ) - 2022年1月1日[16]
- いろはに千鳥 (テレビ埼玉) - 2022年1月25日 [17]
- ダウンタウンのガキの使いやあらへんで! （日本テレビ) 第17回山-1グランプリ! - 2023年1月22日
- 深夜のハチミツ （フジテレビ、2023年4月10日〈9日深夜〉 - ）
- キクテレミルラジ265（BSよしもと、2023年7月3日 -）- 月曜1部MC
- オールナイトフジコ （フジテレビ、2023年10月28日〈27日深夜〉・11月11日）

### ラジオ
- お笑いの日 (TBSラジオ) - 2024年10月12日

### 配信ドラマ
- ゆりあ先生の赤い糸のはじまりのはじまり（TELASA、2023年11月16日） - 里菜  役（えびちゃん）[18]
- 極悪女王（Netflix、2024年9月19日 - ） - クレーン・ユウ（本庄ゆかり） 役（えびちゃん）[19][10][11][12]／片岡鶴太郎 役（タコス）

### 雑誌
- 「POWER PUSH企画：マリーマリーのギリ古参になりたい」『芸人雑誌 volume10』太田出版、2023年7月21日。ISBN 978-4-7783-1880-2。

## 単独ライブ
- 花束みたいな漫才をした（2021年4月9日、神保町よしもと漫才劇場）[20]
- 糸（2022年4月19日、神保町よしもと漫才劇場）[21]
- 溺れるマリー（2023年4月9日、神保町よしもと漫才劇場）